# Dunaújvárosi VE
El Dunaújvárosi Vízilabda Egyesület es un equipo húngaro de waterpolo con sede en la ciudad de Dunaújváros fundado en 1989.

## Palmarés
- 8 veces campeón de la Liga de Hungría de waterpolo femenino (2001-2005, 2009-11)
- 4 veces campeón de la Liga de Hungría de waterpolo femenino (2001-2004)